# Sharon Angela
Sharon Angela je američka glumica, redateljica i scenaristica. Najpoznatija je po ulozi Rosalie Aprile u televizijskoj seriji Obitelj Soprano.

## Životopis
Sharon je glumica, redateljica i scenaristica najpoznatija po ulozi Rosalie Aprile u Obitelji Soprano. Studirala je glumu zajedno s Elaine Aiken. Osim toga, bila je i glazbenica, svirala je harmoniku, kreirala je kostime, šminkala i uljepšavala druge. 
Sharon je karijeru započela 2003. glumeći Lisu u filmu Fly by Night. Nakon toga, glumila je u filmovima The Dutch Master, Tales of Erotica i Breathing Room. Proslavile su je uloge u televizijskim serijama Zakon i red i Zakon i red: Zločinačke nakane.

## Filmografija
| Godina        | Naslov                            | Uloga                           | Vrsta               |
| ------------- | --------------------------------- | ------------------------------- | ------------------- |
| 2010.         | Skate                             | majka                           | film                |
| 2009.         | Frame of Mind                     | Mary                            | film                |
| 2009.         | City Island                       | Tanya                           | film                |
| 2009.         | The Hungry Ghosts                 | Sharon                          | film                |
| 2009.         | Circledrawers                     | Judy                            | film                |
| 1999. – 2007. | Obitelj Soprano                   | Rosalie Aprile                  | televizijska serija |
| 2005.         | The Collection                    | nekoliko likova                 | film                |
| 2005.         | Court Jesters                     | Erikova majka                   | film                |
| 2004.         | Confessions of a Dangerous Mime   | Mimi Telesta                    | film                |
| 1993. – 2004. | Zakon i red                       | Delia / Brenda McCarthy / Doris | televizijska serija |
| 2004.         | Lbs.                              | Theresa Perota                  | film                |
| 2003.         | Pasaporte rojo                    | Theresa                         | film                |
| 2002.         | Zakon i red: Zločinačke nakane    | Connie                          | televizijska serija |
| 2000.         | Two Family House                  | Gloria                          | film                |
| 1999.         | Ghost Dog: The Way of the Samurai | plavuša s jaguarom              | televizijska serija |
| 1999.         | On the Run                        | Tina                            | film                |
| 1996.         | Breathing Room                    | -                               | film                |
| 1996.         | Tales of Erotica                  | Dorothy                         | film                |
| 1994.         | The Dutch Master                  | Dorothy                         | film                |
| 1993.         | Fly by Night                      | Lisa                            | film                |

## Vanjske poveznice
- Sharon Angela u internetskoj bazi filmova IMDb-u (engl.)